# Nothoscordum punillense
Nothoscordum punillense är en amaryllisväxtart som beskrevs av Pierfelice Ravenna. Nothoscordum punillense ingår i släktet vaniljlökar, och familjen amaryllisväxter. Inga underarter finns listade i Catalogue of Life.